# Campionati mondiali juniores di pattinaggio di figura 2015
I Campionati mondiali juniores di pattinaggio di figura 2015 si sono svolti a Tallinn, in Estonia, dal 2 all'8 marzo. È stata la 40ª edizione del torneo, organizzato dalla International Skating Union.

## Podi
| Evento              | Oro                             | Argento                             | Bronzo                               |
| Singolare maschile  | Shōma Uno                       | Jin Boyang                          | Sōta Yamamoto                        |
| Singolare femminile | Evgenija Medvedeva              | Serafima Sachanovič                 | Wakaba Higuchi                       |
| Coppie              | Yu Xiaoyu / Jin Yang            | Julianne Séguin / Charlie Bilodeau  | Lida Fedorova / Maksim Miroškin      |
| Danza               | Anna Janovskaja / Sergej Mozgov | Lorraine McNamara / Quinn Carpenter | Oleksandra Nazarova / Maksym Nikitin |